# ロシア特殊部隊大学
ウラジーミル・プーチン名称ロシア特殊部隊大学 (ロシア語: Российский университет спецназа и́мени В. В. Пу́тина 略称:РУС)はロシア連邦チェチェン共和国内に存在する私設の特殊部隊訓練施設。
チェチェンのラムザン・カディロフ首長は自身のテレグラムチャンネルで、ロシア特殊部隊大学 (РУС) が、ロシアのウラジーミル・プーチン大統領にちなんで命名されたと発表した。

## 沿革
2013年、チェチェン共和国首長の ラムザン・カディロフが、ロシア政府に特殊戦術分野の訓練に関する近代的な方法と技術を組み合わせた多機能複合施設の創設を提案、チェチェン共和国におけるロシア国家親衛隊(カディロフツィ)副隊長ダニール・マルティノフの指導のもと、民間企業として設立された。ロシアがウクライナに侵攻した2022年には訓練を受けるチェチェン特殊部隊の姿が確認された。

## 指導者陣
ダニール・マルティノフが率いるインストラクターチームは、特殊作戦に携わった経験がある。教官の中には、テロ対策で有名なロシア連邦保安庁のアルファ部隊の退役兵もおり、その多くは作戦を完遂したことで国家勲章を授与された人物である。教官はチェチェン共和国のロシア国家親衛隊の将校として扱われる。インストラクターらは山岳地帯や森林地帯、厳しい気候条件、北極、砂漠、水中など、複雑なミッションを遂行する技術を有し、また、その豊富な経験をロシアや友好国の他の特殊部隊と共有する。
2015年、ヨルダンで開催された特殊部隊世界選手権で、訓練スタッフが準備したロシアチームが優勝した。ヨルダンで開催されたこの大会には、19カ国から43チームが参加していた。

## 施設

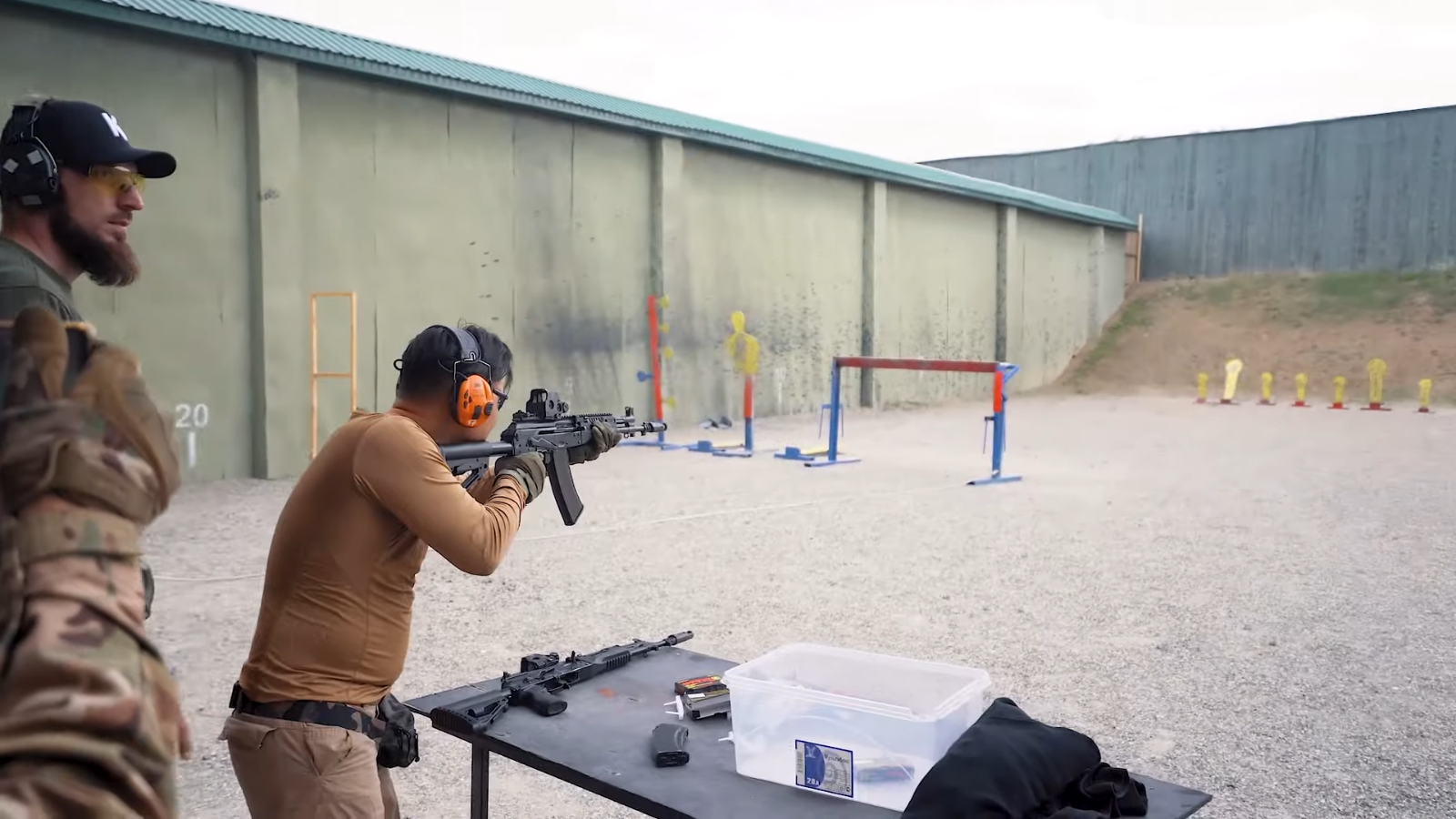
特殊部隊大学の射撃訓練場

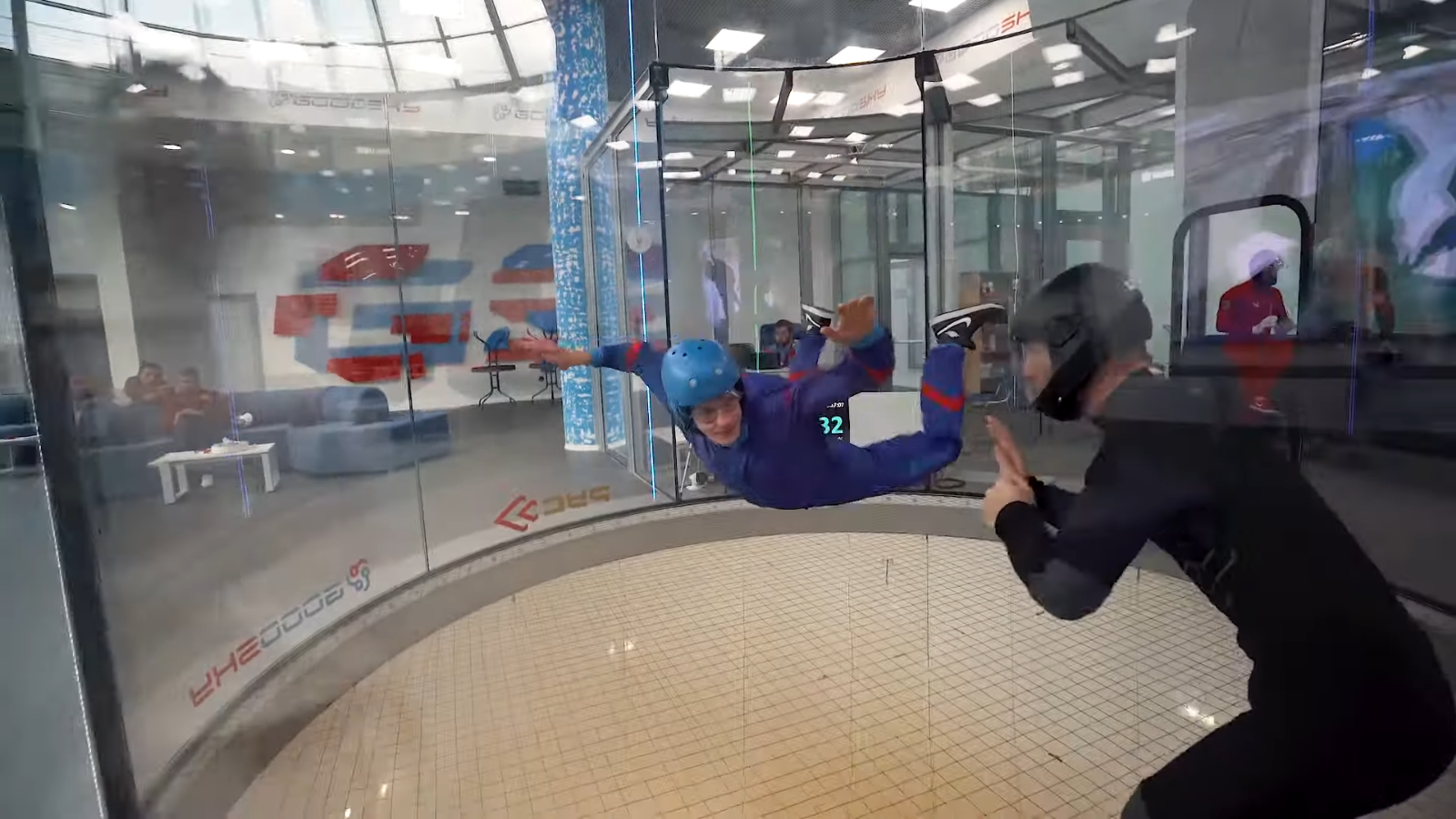
特殊部隊大学の空挺訓練施設

グデルメス市内にある400ヘクタール以上の敷地にある大規模な施設であり、95の建物と施設から構成される。

### 射撃訓練場
拳銃、自動小銃、狙撃銃その他に関する基礎的及び専門的な射撃訓練を行える。訓練はさまざまなシチュエーションを想定して行われ、「キリング・ハウス」に似た屋内戦を訓練する施設もある。

### 潜水訓練場
広さは2ヘクタール (4.9エーカー)、水深は10メートル (33 ft)である。この池においてプロのスキューバダイバーは、水中撮影、水面からの撮影、装備なしの水中への侵入、海賊からの船の解放に関する活動の訓練に必要な条件を備えている。

### スポーツ施設
軍事訓練施設以外に、充実したスポーツ施設を有している。この中にはクレー射撃も含まれている。

### 空挺訓練
本学の空挺訓練施設として、長さ1,600 m (5,200 ft)の滑走路と降下帯がある。また、直径5 m (16 ft)の垂直空力トンネルで空挺部隊の訓練を行う設備もある。

## トレーニング・プログラム
訓練過程は、施設の全インフラが軍事関係者用と民間用の両方に従事するように組み上げられている。
|               | 軍事関係者向けプログラム | 民間人向けプログラム             |
| ------------- | ------------------------ | -------------------------------- |
| 主要分野      | 射撃訓練                 | スポーツ射撃                     |
| 主要分野      | 空挺訓練、UAV            | パラシュート降下                 |
| 主要分野      | 戦闘潜水                 | 潜水                             |
| 主要分野      | 戦闘を想定した山岳訓練   | 民間向け登山訓練                 |
| 主要分野      | 特殊戦術訓練             | ペイントボール、サバイバルゲーム |
| 主要分野      | 国家安全保障             | ボディガード訓練                 |
| 補助/関連科目 | 格闘術                   | フィットネス、格闘               |
| 補助/関連科目 | 戦闘医療訓練             | 応急手当                         |
| 補助/関連科目 | 軍用犬訓練               | 民間犬訓練                       |
| 補助/関連科目 | 高度な運転技術           | 対アクシデント運転技術           |
| 補助/関連科目 | エンジニアリング訓練     |                                  |
| 補助/関連科目 | 軍事ジャーナリズム訓練   |                                  |
| 補助/関連科目 | IT訓練                   |                                  |